# Miles Away
Miles Away (en: Mile stąd) – trzeci singel promujący jedenasty album Madonny Hard Candy. Premiera singla w Europie odbyła się w listopadzie 2008 (z opóźnieniem). Za teledysk posłużyć miał zapis z trasy koncertowej Sticky & Sweet Tour, jednak Live Nation, mające prawa do występu i Warner Bros. z prawami do utworu nie znalazły "wspólnego języka". Na świecie, z powodu małej promocji, singiel nie uzyskał wysokich pozycji na listach, zaś w Japonii ze względu na dużą popularność utworu singiel został wydany w wersji promo (jest on bowiem utworem przewodnim japońskiej dramy pt. "Change") (en: Zmiana)).

## Lista utworów
- Promo w Japonii[4]

1. "Miles Away" (Album Version) – 4:49

- Promo w USA[5]

1. "Miles Away" (Radio Edit) – 3:43

- iTunes digital singiel w Europie[6]

1. "Miles Away"  – 4:48

- Promo w Wielkiej Brytanii[5]

1. "Miles Away" (Radio Edit) – 3:43
2. "Miles Away" (Album Version) – 4:49

- Europejski Digital Singiel iTunes

1. "Miles Away"  – 4:48

- EU / UK 2-ścieżkowy CD Singiel

1. "Miles Away" (Album Version)  – 4:48
2. "Miles Away" (Thin White Duke Remix) – 6:10

- EU Maxi CD Singiel / Digital Maxi Singiel / UK 12" Picture disc Singiel

1. "Miles Away" (Album Version)  – 4:48
2. "Miles Away" (Thin White Duke Remix) – 6:10
3. "Miles Away" (Rebirth Remix) – 7:27
4. "Miles Away" (Johnny Vicious Club Mix) – 7:23

- EU/US Maxi CD Singiel

1. "Miles Away" (Radio Edit) – 3:45
2. "Miles Away" (Thin White Duke Remix) – 6:09
3. "Miles Away" (Morgan Page Remix) – 7:07
4. "Miles Away" (Johnny Vicious Club Remix) – 7:23
5. "Miles Away" (Johnny Vicious Warehouse Mix) – 8:18
6. "Miles Away" (Rebirth Remix) – 7:27
7. "Miles Away" (Aaron LaCrate & Samir B-More Gutter Remix) – 10:09

- US 2× 12" Picture disc Singiel

1. A1. "Miles Away" (Thin White Duke Remix) – 6:09
2. A2. "Miles Away" (Radio Edit) – 3:43
3. B1. "Miles Away" (Johnny Vicious Club Remix) – 7:26
4. B2. "Miles Away" (Morgan Page Dub) – 7:08
5. C1. "Miles Away" (Aaron LaCrate & Samir B-More Gutter Mix) – 5:00

## Oficjalne remixy
- Miles Away (Thin White Duke Remix) (6:09)
- Miles Away (Johnny Vicious Club Remix) (7:26)
- Miles Away (Morgan Page Dub) (7:08)
- Miles Away (Johnny Vicious Warehouse Mix) (8:20)
- Miles Away (Aaron LaCrate & Samir B-More Gutter Remix) (5:00)
- Miles Away (Morgan Page Remix) (7:07)
- Miles Away (Rebirth Remix) (7:30)

## Wykonania "LIVE"

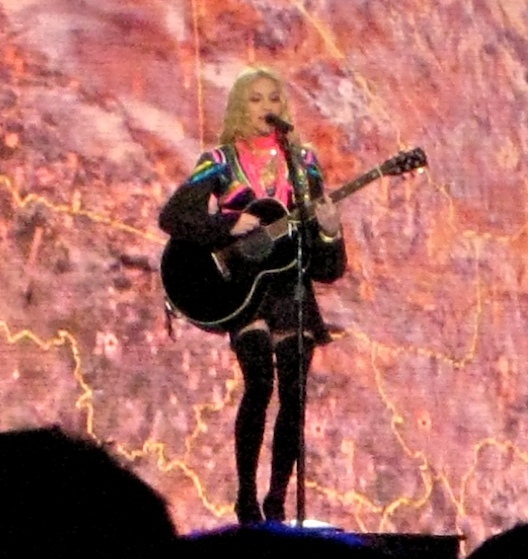
Madonna wykonująca "Miles Away" na Sticky & Sweet Tour.

Piosenka wynonywana była przez Madonnę podczas tras koncertowych: Hard Candy Promo Tour oraz Sticky & Sweet Tour.

## Pozycje na listach
| Lista (2008)                      | Najwyższa pozycja |
| --------------------------------- | ----------------- |
| Australian Club Chart             | 28                |
| Austrian Singles Chart            | 21                |
| Belgian Singles Chart (Flamandia) | 31                |
| Belgian Singles Chart (Walonia)   | 39                |
| Canadian Hot 100                  | 83                |
| Czech IFPI Singles Chart          | 60                |
| Czech Airplay Chart               | 5                 |
| Danish Singles Chart              | 39                |
| Dutch Top 40                      | 20                |
| European Hot 100 Singles          | 23                |
| Finnish Singles Chart             | 11                |
| French Singles Chart              | 54                |
| German Singles Chart              | 11                |
| Hungarian Airplay Chart           | 2                 |
| Italian Singles Chart             | 26                |
| Japan Hot 100                     | 7                 |
| Slovak Airplay Chart              | 3                 |
| Spanish Singles Chart             | 1                 |
| Swedish Singles Chart             | 25                |
| Swiss Singles Chart               | 32                |
| Billboard Turkey Top 20 Chart     | 5                 |
| UK Singles Chart                  | 39                |
| US Billboard Hot Dance Club Play  | 2                 |
| US Hot Dance Airplay              | 1                 |
| US Hot Singles Sales              | 1                 |
| US Billboard Pop 100              | 99                |